# Salon des Indépendants
Il Salon des Indépendants è un'esposizione d'arte che si tiene ogni anno a Parigi dal 1884, e che per vocazione riunisce le opere di tutti gli artisti che rivendicano una certa indipendenza nella loro espressione artistica.

## Principi
L'evento è caratterizzato dall'assenza di una giuria e di qualsiasi premio. Esso è organizzato dalla Société des artistes indépendants.

## Artisti partecipanti (selezione)
- Charles Angrand
- Alexandre Archipenko
- Roland Bierge
- Maurice Boitel
- Joachim-Raphaël Boronali
- Constantin Brâncuși
- Georges Braque
- Henri Cadiou
- Paul Cézanne
- Emil Ciocoiu
- Joseph Csaky
- Geoffroy Dauvergne
- Ernesto De Fiori
- Michel Delmas
- Robert Delaunay
- André Deslignères
- Marcel Duchamp
- Raymond Duchamp-Villon
- Georges Dufrénoy
- Roger de La Fresnaye
- Annick Gendron
- Ugo Giannattasio
- Pierre Gilou
- Georges Gimel
- Albert Gleizes
- Julio González

- Georges Griois
- Armand Guillaumin
- Pierre Henry
- René Iché
- Constantin Kousnetzoff
- Georges Lacombe
- Armand Langlois
- Marie Laurencin
- Raymond Lecourt
- Fernand Léger
- René Margotton
- Antoine Martínez
- Alice Martinez-Richter
- Henri Matisse
- Vadim Meller
- Jean Metzinger
- Jean Monneret
- Edvard Munch
- Francis Picabia
- Jean Puy
- Odilon Redon

- Paul Revel
- Diego Rivera
- Gaëtan de Rosnay
- Henri Rousseau
- René Schützenberger
- Marie-Ernestine Serret
- Armand Seguin
- Georges Seurat
- Paul Signac
- Alfred Sisley
- Louis-Joseph Soulas
- Alberto Spadolini
- Henri de Toulouse-Lautrec
- Clovis Trouille
- Louis Valtat
- Vincent van Gogh
- Michel Vermeulen